# Gennaro Hayasaka
Gennaro Hayasaka (Sendai, 17 settembre 1883 – Sendai, 26 ottobre 1959) è stato un vescovo cattolico giapponese.
Fu il primo sacerdote nato e cresciuto in Giappone a essere elevato all'episcopato.

## Biografia
Nato da una coppia recentemente convertitasi al cattolicesimo, studiò a Tokyo e poi a Roma, presso la Pontificia Università Urbaniana.
Ordinato prete a Roma il 10 giugno 1917, il 16 luglio 1927 fu eletto da papa Pio XI vescovo di Nagasaki (fu il primo giapponese elevato all'episcopato): fu consacrato dallo stesso pontefice il 30 ottobre successivo nella basilica di San Pietro in Vaticano.
Giunse a Nagasaki nel 1928 e tra i missionari attivi in diocesi conobbe Massimiliano Maria Kolbe. Nel 1934 fondò la congregazione femminile delle Suore del Cuore Immacolato di Maria.
Colpito da un'emorragia cerebrale nel 1934 e da un ictus nel 1937, lasciò la guida della diocesi e si ritirò nella sua città natale: fu nominato vescovo titolare di Filomelio. Tornò nella sua diocesi dopo il bombardamento di Nagasaki per supervisionare la ricostruzione della città e si stabilì a Ōmura.
Si spense presso l'ospedale Spellman di Sendai.

## Genealogia episcopale e successione apostolica
La genealogia episcopale è:
- Cardinale Scipione Rebiba
- Cardinale Giulio Antonio Santori
- Cardinale Girolamo Bernerio, O.P.
- Vescovo Claudio Rangoni
- Arcivescovo Wawrzyniec Gembicki
- Arcivescovo Jan Wężyk
- Vescovo Piotr Gembicki
- Vescovo Jan Gembicki
- Vescovo Bonawentura Madaliński
- Vescovo Jan Małachowski
- Arcivescovo Stanisław Szembek
- Vescovo Felicjan Konstanty Szaniawski
- Vescovo Andrzej Stanisław Załuski
- Arcivescovo Adam Ignacy Komorowski
- Arcivescovo Władysław Aleksander Łubieński
- Vescovo Andrzej Stanisław Młodziejowski
- Arcivescovo Kasper Kazimierz Cieciszowski
- Vescovo Franciszek Borgiasz Mackiewicz
- Vescovo Michał Piwnicki
- Arcivescovo Ignacy Ludwik Pawłowski
- Arcivescovo Kazimierz Roch Dmochowski
- Arcivescovo Wacław Żyliński
- Vescovo Aleksander Kazimierz Bereśniewicz
- Arcivescovo Szymon Marcin Kozłowski
- Vescovo Mečislovas Leonardas Paliulionis
- Arcivescovo Bolesław Hieronim Kłopotowski
- Arcivescovo Jerzy Józef Elizeusz Szembek
- Vescovo Stanisław Kazimierz Zdzitowiecki
- Cardinale Aleksander Kakowski
- Papa Pio XI
- Vescovo Gennaro Hayasaka

La successione apostolica è:
- Vescovo Johannes Peter Franziskus Ross, S.I. (1928)